# Spathoglottis
Spathoglottis Blume, 1825 è un genere di piante appartenente alla famiglia delle Orchidacee (sottofamiglia Epidendroideae, tribù Collabieae).

## Distribuzione e habitat
Le specie del genere Spathoglottis sono diffuse in Asia meridionale e nel sud est asiatico, in Australia e in diverse isole del Pacifico.

## Tassonomia
Il genere comprende le seguenti specie:
- Spathoglottis affinis de Vriese
- Spathoglottis albida Kraenzl.
- Spathoglottis aurea Lindl.
- Spathoglottis bulbosa Schltr.
- Spathoglottis carolinensis Schltr.
- Spathoglottis chrysantha Ames
- Spathoglottis chrysodorus T.Green
- Spathoglottis confusa J.J.Sm.
- Spathoglottis doctersii J.J.Sm.
- Spathoglottis eburnea Gagnep.
- Spathoglottis elmeri Ames
- Spathoglottis elobulata J.J.Sm.
- Spathoglottis erectiflora Schltr.
- Spathoglottis gracilis Rolfe ex Hook.f.
- Spathoglottis hardingiana E.C.Parish & Rchb.f.
- Spathoglottis ixioides (D.Don) Lindl.
- Spathoglottis jetsuniae Gyeltshen, Tobgyel & Dalström
- Spathoglottis kenejiae Schltr.
- Spathoglottis kimballiana Hook.f.
- Spathoglottis latifolia (Gaudich.) Garay & Ormerod
- Spathoglottis microchilina Kraenzl.
- Spathoglottis micronesiaca Schltr.
- Spathoglottis pacifica Rchb.f.
- Spathoglottis palawanensis Lubag-Arquiza
- Spathoglottis papuana F.M.Bailey
- Spathoglottis × parsonsii Ames & Quisumb.
- Spathoglottis parviflora Kraenzl.
- Spathoglottis paulinae F.Muell.
- Spathoglottis petri Rchb.f.
- Spathoglottis philippinensis Lubag-Arquiza
- Spathoglottis plicata Blume
- Spathoglottis portus-finschii Kraenzl.
- Spathoglottis pubescens Lindl.
- Spathoglottis pulchra Schltr.
- Spathoglottis smithii Kores
- Spathoglottis sulawesiensis T.Green
- Spathoglottis tomentosa Lindl.
- Spathoglottis tricallosa J.J.Sm.
- Spathoglottis unguiculata (Labill.) Rchb.f.
- Spathoglottis vanoverberghii Ames
- Spathoglottis vanvuurenii J.J.Sm.
- Spathoglottis velutina Schltr.